# Larisa Oleynik
Larisa Romanovna Oleynik (Condado de Santa Clara, 7 de junho de 1981) é uma atriz estadunidense. Ela é conhecida por estrelar o papel-título da série de televisão infantil [O Mundo Secreto de Alex Mack] em meados dos anos 90. Ela também apareceu em filmes teatrais, incluindo  The Baby-Sitters Club e 10 coisas que eu odeio sobre você. Durante seu período como ídolo teen, ela foi descrita como "uma das crianças de 15 anos favoritas da América", e "o proverbial girl next door".
Ela chegou à fama em meados da década de 1990, estrelando no papel da popular série de televisão, The Secret World of Alex Mack, e tem também apareceu em filmes teatrais, incluindo A Baby-Sitters Club e, em 1999, no filme 10 Things I Hate about You. Durante toda a década de 2000, ela tem principalmente aparecido em filmes de baixo orçamento. No ano de 2000 foi eleita pela revista People's a atriz  mais bonita de Hollywood, desbancando muitas atrizes mais conhecidas. Fez parte do elenco do seriado Mad Men e participou do último episódio da primeira temporada do seriado Extant, estrelado por Halle Berry.

## Filmografia
| Ano         | Título                     | Papel                           | Notas                         |
| ----------- | -------------------------- | ------------------------------- | ----------------------------- |
| 1995        | The Baby-Sitters Club      | Dawn Schafer                    |                               |
| 1999        | 10 Things I Hate about You | Bianca Stratford                |                               |
| 2000        | A Time for Dancing         | Juliana "Jules"                 | direct-to-video               |
| 2001        | 100 Girls                  | Wendy                           | direct-to-video               |
| 2001        | An American Rhapsody       | Maria Sandor                    |                               |
| 2003        | Bringing Rain              | Ori Swords                      | direct-to-video               |
| 2006        | Relative Obscurity         | Claire                          |                               |
| 2006        | Pope Dreams                | Maggie Venable                  |                               |
| 2008        | Aliens in America          | Zoey                            | episódio "Community Theater"  |
| 2008        | Broken Windows             | Sara                            |                               |
| 2009        | I Have It                  | Emily                           |                               |
| 2010 - 2015 | Mad Men                    | Cynthia Cosgrove/Cynthia Baxter |                               |
| 2013        | Pretty Little Liars        | Maggie                          |                               |
| 2014        | Stolen from the Womb       | Diane                           |                               |
| 2014        | Extant                     | Philips                         | Episódio "Ascension"          |
| 2019        | Trinkets                   | Shawn                           | Papel recorrente; 2 episódios |
| 2020        | The Healing Powers of Dude | Karen Ferris                    | Papel principal; 8 episódios  |
| 2023        | Erin & Aaron               | Sylvia                          | Papel principal; 13 episódios |